# 北條經時
北條 經時（1224年—1246年5月17日、元仁元年-寬元4年閏4月1日）是鎌倉時代早期北條氏得宗家一門。鎌倉幕府第4代得宗（1242年 - 1246年）。他是北條時氏長男，母為松下禪尼。第3代執權北条泰時的嫡孫。幼名是藻上御前（藻上丸）。由於父親時氏早逝，因此年幼时就成為執權的繼承人。1242年繼續家督。4年後退位給弟時賴。其後出家不久逝世，年僅23歲。
| 前任： 北條泰時 | 鎌倉幕府執權 1242-1246 | 繼任： 北條時賴 |
| 前任： 北條時氏 | 得宗 1242-1246         | 繼任： 北條時賴 |